# Anno Mundi

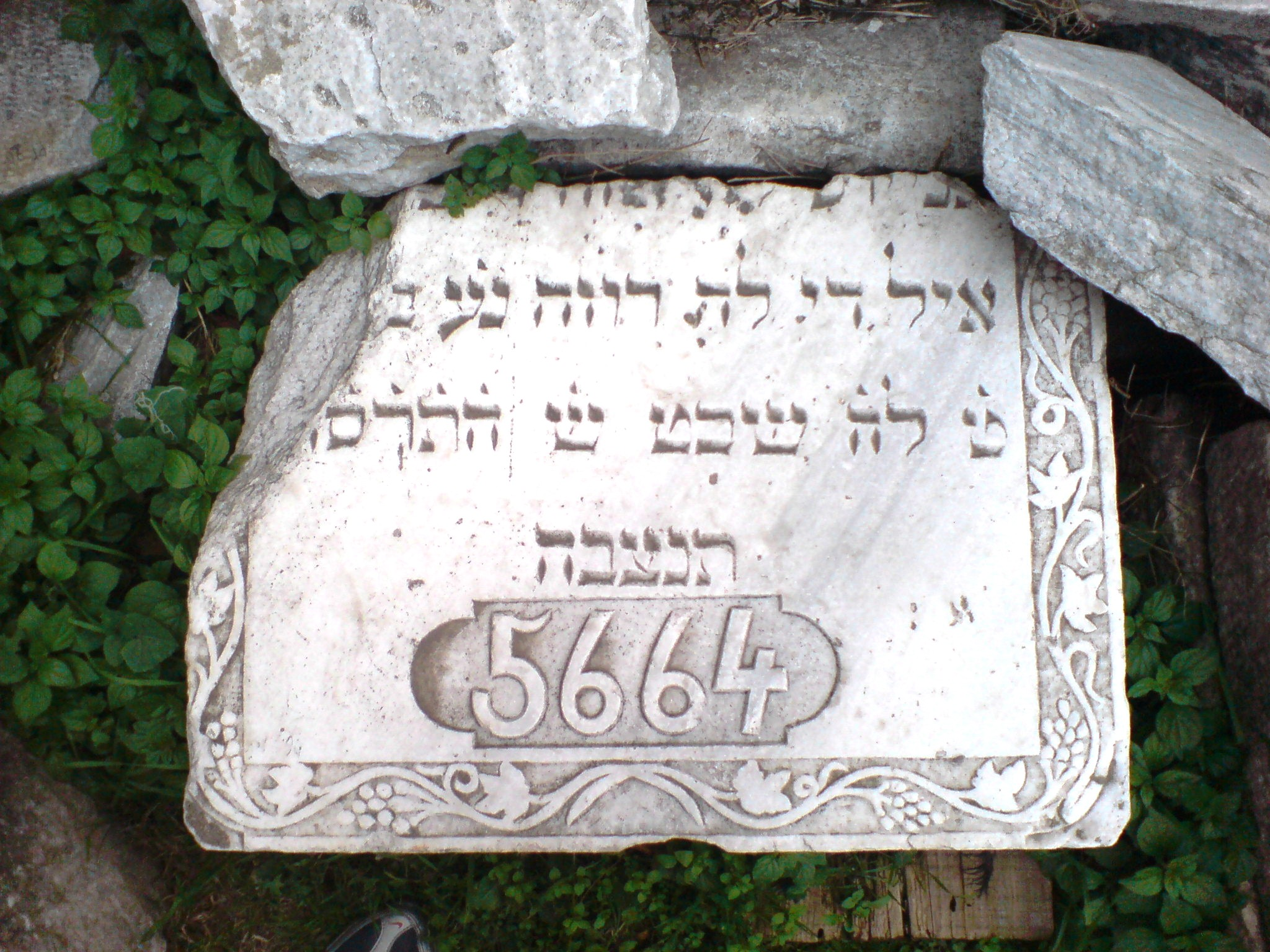
Tombe juive portant la date dans le calendrier hébraïque.
L'année hébraïque 5664 indiquée, correspondant à 1903 - 1904 EC.

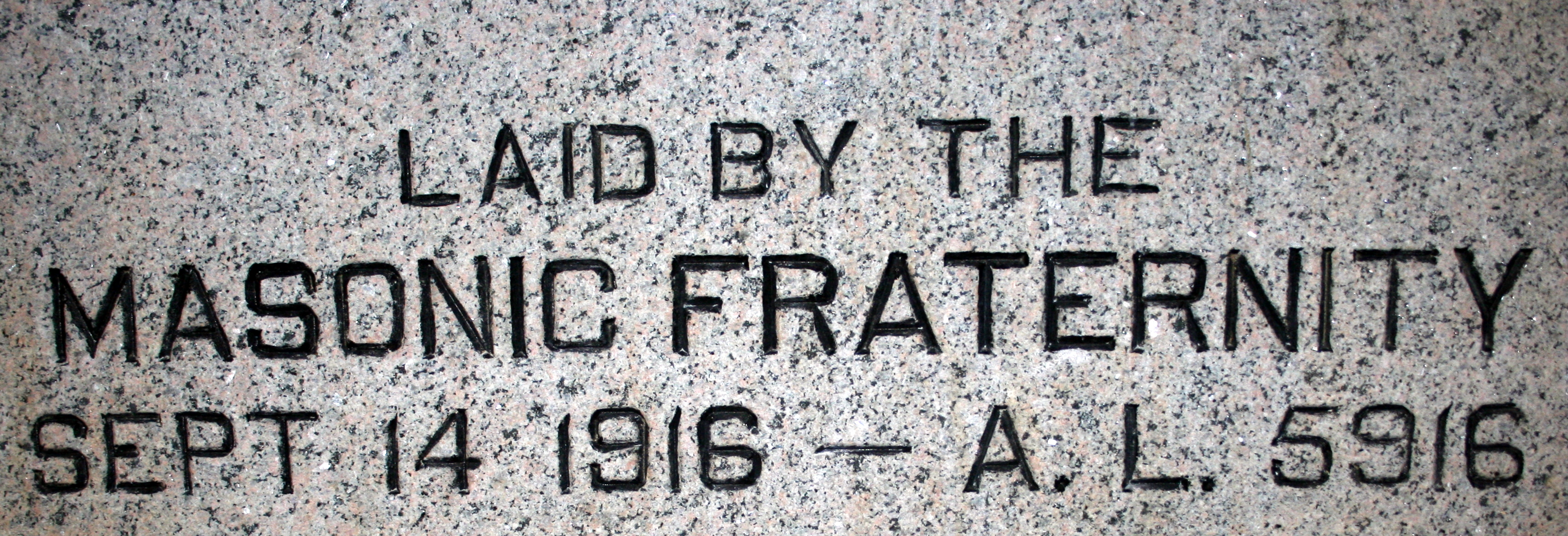
Tombe franc-maçonne portant la date en Anno Lucis.

Anno Mundi, abrégé AM, est une ère calendérique débutant au moment de la création d'Adam par Dieu, utilisée par certains chroniqueurs chrétiens, en particulier dans le monde byzantin où elle fut adoptée par le calendrier civil jusqu’à la chute de Constantinople. La Russie en hérita jusqu’en 1700. Le calendrier hébraïque utilise aussi une telle ère, débutant environ un an avant la date de la création. Il existe aussi une Anno Mundi franc-maçonne (Anno Lucis).
La création est dans la Septante, base de la Bible chrétienne orthodoxe, plus reculée d’au moins 1700 ans que dans le texte massorétique, base de la Bible juive actuelle. Cette divergence, ajoutée aux difficultés pour faire coïncider la date de Pâques avec les chronologies proposées et les doutes de certains ecclésiastiques sur la présence d’une chronologie objective dans la Bible, amenèrent l’abandon progressif du système AM en faveur d’un calendrier Anno Domini AD. à partir des VIIe – VIIIe siècles, particulièrement dans le christianisme romain. 

## Quelques systèmes de type Anno Mundi
- Monde juif : au IIIe siècle av. J.-C., l’historien juif hellénophone Démétrios le Chronographe employa l’Ère d’Adam (Annus Adami en latin). L’usage de l’ère hébraïque actuelle (לבריאת העולם) semble s’être généralisé vers le IIIe siècle. La date de début, première nouvelle lune du mois de tishri avant la création d’Adam ou 7 octobre 3761 av. J.-C. dans le calendrier julien, est basée sur les calculs de Jose ben Halafta reflétés dans le Seder Olam Rabba (~ 160)[2].
- Égypte : L’ère alexandrine définie au Ve siècle par les moines Panodore et Annianus situe la création d’Adam le 25 mars 5493 av. J.-C. Elle fut utilisée non exclusivement jusqu’à la fin du Xe siècle[1]. L’Anno Mundi est connue de l’Église copte, qui au XXIe siècle utilise plutôt l’Ère des Martyres (Anno Martirii) débutant en 284 avec les persécutions du règne de Dioclétien. L'abréviation AM en caractères romains désigne alors cette ère et non l’Anno Mundi[3].
- Mondes byzantin et Russie : l’Ère byzantine (Etos Kosmou, Έτος Κόσμου) plaçant la création d’Adam le 1er septembre 5509 av. J.-C. fut utilisée de 691 à 1728 dans le patriarcat œcuménique de Constantinople, de 988 à 1453 dans l’empire byzantin et de 988 à 1700 en Russie. La notation en AM est parfois encore mentionnée sur les calendriers orthodoxes.
- Franc-maçonnerie : il existe également depuis au moins le XVIIIe siècle une Anno Mundi maçonnique AL, Anno Lucis (Ère de la Lumière, An de la Grande Lumière ou Année de la Vraie Lumière), qui fut tout d'abord appelée Anno Latomorum (Ère des Tailleurs de pierre)[4],[5]. La création y est située en 4000 av. J.-C., sous l'inspiration des calculs de James Ussher (1654)[5]. Cette datation est utilisée par les loges anglo-saxonnes, françaises et allemandes ; en France l’année commence en mars comme dans le calendrier Julien[6].